# Claussen-Simon-Stiftung

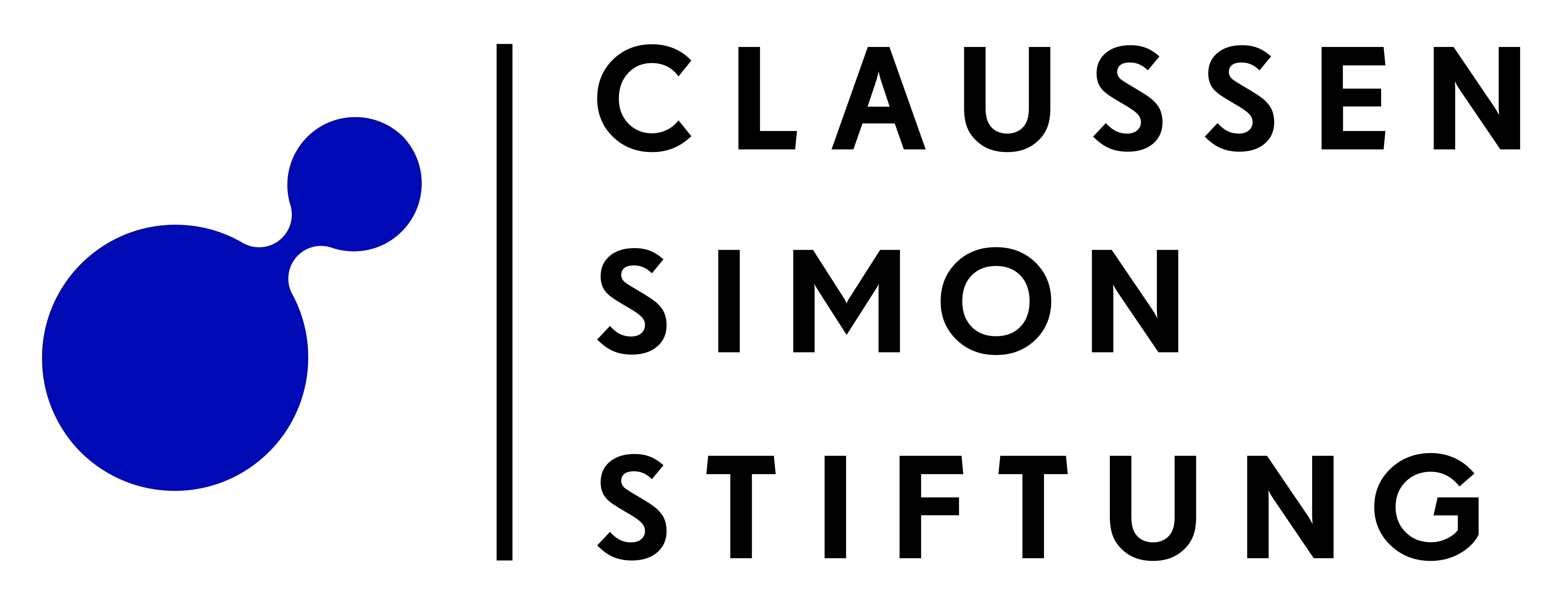

Die Claussen-Simon-Stiftung fördert Wissenschaft, Forschung, Bildung sowie Kunst und Kultur. Sie hat ihren Sitz in der Freien und Hansestadt Hamburg. Besondere Aufmerksamkeit erhält dabei die Förderung der Wissenschaft und ihres Nachwuchses in Deutschland mit Schwerpunkt Hamburg. Die Stiftung wurde von Georg W. Claussen 1981 gegründet und nahm 1982 die Arbeit als nicht-rechtsfähige Stiftung in der Trägerschaft des Deutschen Stifterverbands für die Deutsche Wissenschaft auf. Seit 2012 ist sie operativ tätig.

## Entstehung
Die Stiftung wurde von dem damaligen Vorsitzenden des Aufsichtsrates und langjährigen Vorsitzenden des Vorstandes der Beiersdorf AG, Georg W. Claussen, anlässlich des 100. Jahrestages der Unternehmensgründung im Jahr 1981 errichtet. Zur weiteren Ausstattung des Stiftungsvermögens trug 1999 eine testamentarische Verfügung seiner Cousine Ebba Simon bei.
Die Stiftung ist seit Oktober 2011 eine rechtsfähige Stiftung bürgerlichen Rechts mit Sitz in Hamburg. Geschäftsführender Vorstand der Stiftung ist Prof. Dr. Regina Back. Ehrenvorsitzender ist Georg Joachim Claussen, der 28 Jahre Mitglied im Vorstand war, davon bis zum 7. Mai 2025 18 Jahre als Vorstandsvorsitzender. Vor 2011 war die Stiftung eine Treuhandstiftung in der Verwaltung des Stifterverbands für die Deutsche Wissenschaft und wurde von diesem vertreten. Die operative Arbeit nahm sie 2012 auf.

## Stiftungszweck
Zweck ist die „Förderung von Wissenschaft, Forschung, Bildung sowie Kunst und Kultur“. Verwirklicht wird der Stiftungszweck insbesondere durch die Vergabe von Stipendien an begabte Schüler, Studenten und junge Wissenschaftler.

## Förderprogramme
Die Stiftung führt Förderprogramme in den Bereichen „Bildung und Schule“, „Wissenschaft und Hochschule“ und „Kunst und Kultur“ durch. Zum Förderkonzept gehört neben der finanziellen Unterstützung auch die ideelle Förderung der Stipendiaten durch Workshops, Seminare und Netzwerktreffen, die im Rahmen der einzelnen Programme oder programmübergreifend im Bereich "Dialog & Perspektive" angeboten werden.

### Bildung und Schule

#### "Claussen-Simon-Fonds für Schulen"
Mit dem Claussen-Simon-Fonds für Bildung und Schule fördert die Stiftung Konzeption und Ausbau von Projekten, die den Schülern neue Erfahrungshorizonte und Wissensgebiete eröffnen und die Begeisterung für ein forschendes, lebendiges Lernen wecken.

#### "B-You!"
Mit dem B-You!-Stipendium unterstützt die Claussen-Simon-Stiftung Hamburger Stadtteilschüler der Oberstufe aus Familien ohne Hochschulerfahrung in der Phase ihres Schulabschlusses und ihrer beruflichen Orientierung. Dazu bekommen die Geförderten einen Mentor oder eine Mentorin an ihre Seite gestellt und werden finanziell unterstützt. Die Schüler nehmen an Seminaren, Workshops und Exkursionen teil und beschäftigen sich mit Themen wie Persönlichkeitsentwicklung oder Berufsorientierung.

#### "Zugvogel"
Gemeinsam mit Experiment e.V. und in Kooperation mit der Behörde für Schule und Berufsbildung Hamburg führt die Claussen-Simon-Stiftung das Zugvogel-Förderprogramm durch: Schüler an Hamburger Stadtteilschulen verbringen vier bis sechs Wochen in Gastfamilien im europäischen Ausland, besuchen vor Ort die Schule und erweitern ihre Sprachkenntnisse.

#### „Horizonte“
Mit dem Stipendienprogramm „Horizonte“  fördern die Claussen-Simon-Stiftung, die Jürgen Sengpiel Stiftung und die Dürr-Stiftung angehende Lehrkräfte mit Migrationshintergrund, die ein Lehramtsstudium an der Universität Hamburg absolvieren.
Vor dem Hintergrund zunehmender gesellschaftlicher Heterogenität soll das Stipendienprogramm darauf zielen, die Diversität in Bildungseinrichtungen sowie den kompetenten Umgang damit zu fördern. Die berufliche und persönliche Weiterentwicklung der Stipendiaten soll dazu beitragen, die angehenden Lehrkräfte auf ihrem Weg in die Schule zu unterstützen und ihre individuellen Fähigkeiten zu stärken. Das Programm ist ursprünglich eine Initiative der Gemeinnützigen Hertie-Stiftung und wird seit dem Wintersemester 2016/17 von der Claussen-Simon-Stiftung durchgeführt.

### Wissenschaft und Hochschule

#### Claussen-Simon-Stiftungsprofessuren
- Michael Grünberger: Claussen-Simon-Stiftungsprofessur Privatrecht und Responsive Rechtswissenschaft an der Bucerius Law School
- Katharina Boele-Woelki: ehemals Inhaberin der Claussen-Simon-Stiftungsprofessur für Rechtsvergleichung und ehemalige Präsidentin der Bucerius Law School
- Doris König: ehemals Inhaberin der Claussen-Simon-Stiftungsprofessur für Internationales Recht an der Bucerius Law School, mittlerweile Vizepräsidentin des Bundesverfassungsgerichts
- Karsten Schneider: Forschungsdozentur an der Rheinischen Friedrich-Wilhelms-Universität Bonn
- Erich Gundlach: ehemals Claussen-Simon-Stiftungsprofessur für Volkswirtschaftslehre an der Universität Hamburg, emeritiert
- Hubertus Himmerich: ehemals Claussen-Simon-Stiftungsprofessur für Neurobiologie affektiver Störungen am Universitätsklinikum Leipzig, mittlerweile am King’s College London

#### „Dissertation Plus“
Mit dem Programm „Dissertation Plus“ und dem „Claussen-Simon-Graduate Center at HSBA“ begleitet und fördert die Claussen-Simon-Stiftung ausgewählte Dissertationsprojekte. Daneben besteht ein Stipendienprogramm „Trajectories of Change“ der ZEIT-Stiftung und des „Claussen-Simon-Graduate Center at HSBA“ für berufsbegleitende Promotionen an der HSBA Hamburg School of Business Administration.

#### „Postdoc Plus“
Mit dem Programm „Postdoc Plus“ leistet die Claussen-Simon-Stiftung eine Überbrückungsfinanzierung für junge Wissenschaftler, deren herausragende Forschung eine vielversprechende akademische Karriere verspricht. Da sich Erstellungs- und Bearbeitungszeiten von Drittmittelanträgen oft bis zu einem Jahr hinziehen, und das Wissenschaftszeitvertragsgesetz sowie befristete Verträge in Forschungsprojekten, die Vertragslaufzeiten des wissenschaftlichen Nachwuchses mitunter stak einschränken, finanziert „Postdoc Plus“ den Wissenschaftler über bis zu 12 Monate mit einem Stipendium, sowie Trainings- und Networkingveranstaltungen, Literatur und Ausstattung. Das prestigeträchtige Stipendium soll die Qualität und hohe Wettbewerbsfähigkeiten der Geförderten unterstreichen und die Zeit bis zu einer erfolgreichen Drittmittelakquise oder wissenschaftlichen Stellenbewerbung überbrücken. Stipendiaten nutzen die Zeit, um Anträge zu schreiben und notwendige Forschungs- und Publikationsleistungen zu erbringen.

#### "Master Plus"
Die Stiftung vergibt außerdem Stipendien für Masterstudenten aller Fachrichtungen in Deutschland.

#### "B-First"
B-First richtet sich an Erstakademiker aller Fachrichtungen aus Elternhäusern ohne akademischen Hintergrund, die an einer deutschen Hochschule in ein Bachelor- oder Staatsexamensstudium starten oder gerade gestartet sind.

#### "B-MINT"
Bei B-MINT werden junge Frauen gefördert, die ein Bachelor-Studium in einem MINT-Fach an einer Hamburger Hochschule oder Universität gerade aufgenommen haben.

#### "Claussen-Simon-Fonds für Hochschulen"
Der Claussen-Simon-Fonds für Wissenschaft & Hochschule fördert Projekte von Lehrenden, Studierenden und Mitarbeitenden an Hamburger Hochschulen, Universitäten und dazugehörigen Serviceeinrichtungen.

### Kunst und Kultur

#### „stART.up“
Mit diesem Stipendium fördert die Stiftung Absolventen künstlerischer Hochschulen und Fachhochschulen aller Richtungen, die in Hamburg eine freiberufliche künstlerische Existenz aufbauen möchten.

### Claussen-Simon-Kompositionspreis
Der Claussen-Simon-Kompositionspreis fördert die zeitgenössische Musik und wurde erstmals 2020 vergeben; er ist mit 15.000 Euro dotiert. Der Wettbewerb wird alle zwei Jahre durchgeführt in Kooperation mit der Elbphilharmonie Hamburg und dem NDR Elbphilharmonie Orchester. Er steht international offen für Komponisten bis zum Alter von 35 Jahren. Das ausgezeichnete Opus findet seine Uraufführung in der Elbphilharmonie. Erste Preisträgerin war 2020 die schwedische Komponistin Lisa Streich (* 1985). Preisträger 2023 ist der britische Komponist Alex Paxton.